# Volker Winkler
Volker Winkler (ur. 20 lipca 1957 w Merseburgu) – niemiecki kolarz torowy i szosowy reprezentujący NRD, wicemistrz olimpijski oraz pięciokrotny medalista torowych mistrzostw świata.

## Kariera
Pierwszy sukces w karierze Volker Winkler odniósł w 1976 roku, kiedy zdobył srebrny medal w drużynowej jeździe na czas. Rok później, podczas mistrzostw świata w San Cristóbal wspólnie z Norbertem Dürpischem, Geraldem Mortagiem i Matthiasem Wiegandem wywalczył złoty medal w drużynowym wyścigu na dochodzenie. Wynik ten reprezentanci NRD z Winklerem w składzie powtórzyli także na mistrzostwach w Monachium (1978), mistrzostwach w Amsterdamie (1979) oraz mistrzostwach w Brnie (1981). Razem z Geraldem Mortagiem, Matthiasem Wiegandem i Uwe Unterwalderem zdobył w tej konkurencji srebrny medal podczas igrzysk olimpijskich w Moskwie w 1980 roku. Ponadto na rozgrywanych w 1982 roku mistrzostwach świata w Leicester razem z Detlefem Machą, Mario Hernigiem i Gerladem Buderem zdobył drużynowo brązowy medal. Wielokrotnie zdobywał medale torowych mistrzostw kraju, w tym dwa złote.